# Charles-Désiré Hue
Pour les articles homonymes, voir Hue.
Charles-Désiré Hue né le 7 novembre 1833 à Meaux (Seine-et-Marne) et mort dans le 9e arrondissement de Paris le 22 décembre 1879 est un peintre et lithographe français.

## Biographie
Charles-Désiré Hue entre à l'École des beaux-arts de Paris où il devient l'élève de Joseph-Nicolas Robert-Fleury et de Carraud. Surtout connu pour ses lithographies, art qu'il expérimente auprès d'Eugène Prosper Leroux, il expose sa première toile, Les Éxilés de Tibère, au Salon de 1857. Il obtient une mention honorable au Salon de 1883. Spécialisé dans les scènes de genre dont l'action se déroule souvent au XVIIIe siècle, on connaît également de lui Le Visiteur (1867, localisation inconnue) ou encore Un salon du palais de Fontainebleau (localisation inconnue).
Hue était également aquarelliste.